# FourFiveSeconds
"FourFiveSeconds" is een nummer van zangeres Rihanna, rapper Kanye West en ex-Beatle Paul McCartney. Het werd uitgeroepen tot alarmschijf en 3FM Megahit.

## Achtergrondinformatie
FourFiveSeconds werd uitgebracht als onderdeel van Rihanna's dan nog niet verschenen achtste album. Het werd genomineerd voor een American Music Award voor de beste samenwerking van het jaar. 
Op 6 februari 2015 wist McCartney hiermee na "Hope of Deliverance" uit 1993 na 22 jaar weer een Top 40-hit te scoren.

## Tracklijst
| Nr. | Titel           | Duur |
| --- | --------------- | ---- |
| 1.  | FourFiveSeconds | 3:08 |

| Nr. | Titel                       | Duur |
| --- | --------------------------- | ---- |
| 1.  | FourFiveSeconds             | 3:08 |
| 2.  | FourFiveSeconds (videoclip) | 3:12 |

## Hitnoteringen

### Nederlandse Top 40
| Hitnotering: 07-02-2015 t/m 18-07-2015 | Hitnotering: 07-02-2015 t/m 18-07-2015 | Hitnotering: 07-02-2015 t/m 18-07-2015 | Hitnotering: 07-02-2015 t/m 18-07-2015 | Hitnotering: 07-02-2015 t/m 18-07-2015 | Hitnotering: 07-02-2015 t/m 18-07-2015 | Hitnotering: 07-02-2015 t/m 18-07-2015 | Hitnotering: 07-02-2015 t/m 18-07-2015 | Hitnotering: 07-02-2015 t/m 18-07-2015 | Hitnotering: 07-02-2015 t/m 18-07-2015 | Hitnotering: 07-02-2015 t/m 18-07-2015 | Hitnotering: 07-02-2015 t/m 18-07-2015 | Hitnotering: 07-02-2015 t/m 18-07-2015 | Hitnotering: 07-02-2015 t/m 18-07-2015 |
| Week:                                  | 1                                      | 2                                      | 3                                      | 4                                      | 5                                      | 6                                      | 7                                      | 8                                      | 9                                      | 10                                     | 11                                     | 12                                     | 13                                     |
| -------------------------------------- | -------------------------------------- | -------------------------------------- | -------------------------------------- | -------------------------------------- | -------------------------------------- | -------------------------------------- | -------------------------------------- | -------------------------------------- | -------------------------------------- | -------------------------------------- | -------------------------------------- | -------------------------------------- | -------------------------------------- |
| Positie:                               | 31                                     | 15                                     | 12                                     | 13                                     | 13                                     | 3                                      | 2                                      | 2                                      | 2                                      | 3                                      | 5                                      | 6                                      | 8                                      |
| Week:                                  | 14                                     | 15                                     | 16                                     | 17                                     | 18                                     | 19                                     | 20                                     | 21                                     | 22                                     | 23                                     | 24                                     |                                        |                                        |
| Positie:                               | 8                                      | 8                                      | 8                                      | 8                                      | 9                                      | 12                                     | 19                                     | 23                                     | 29                                     | 35                                     | 40                                     | uit                                    |                                        |

### NederlandseSingle Top 100
| Hitnotering (Week 1 t/m 38): 31-01-2015 t/m 17-10-2015 Hitnotering (Week 39 t/m 40): 31-10-2015 t/m 07-11-2015 Hitnotering (Week 41): 09-01-2016 | Hitnotering (Week 1 t/m 38): 31-01-2015 t/m 17-10-2015 Hitnotering (Week 39 t/m 40): 31-10-2015 t/m 07-11-2015 Hitnotering (Week 41): 09-01-2016 | Hitnotering (Week 1 t/m 38): 31-01-2015 t/m 17-10-2015 Hitnotering (Week 39 t/m 40): 31-10-2015 t/m 07-11-2015 Hitnotering (Week 41): 09-01-2016 | Hitnotering (Week 1 t/m 38): 31-01-2015 t/m 17-10-2015 Hitnotering (Week 39 t/m 40): 31-10-2015 t/m 07-11-2015 Hitnotering (Week 41): 09-01-2016 | Hitnotering (Week 1 t/m 38): 31-01-2015 t/m 17-10-2015 Hitnotering (Week 39 t/m 40): 31-10-2015 t/m 07-11-2015 Hitnotering (Week 41): 09-01-2016 | Hitnotering (Week 1 t/m 38): 31-01-2015 t/m 17-10-2015 Hitnotering (Week 39 t/m 40): 31-10-2015 t/m 07-11-2015 Hitnotering (Week 41): 09-01-2016 | Hitnotering (Week 1 t/m 38): 31-01-2015 t/m 17-10-2015 Hitnotering (Week 39 t/m 40): 31-10-2015 t/m 07-11-2015 Hitnotering (Week 41): 09-01-2016 | Hitnotering (Week 1 t/m 38): 31-01-2015 t/m 17-10-2015 Hitnotering (Week 39 t/m 40): 31-10-2015 t/m 07-11-2015 Hitnotering (Week 41): 09-01-2016 | Hitnotering (Week 1 t/m 38): 31-01-2015 t/m 17-10-2015 Hitnotering (Week 39 t/m 40): 31-10-2015 t/m 07-11-2015 Hitnotering (Week 41): 09-01-2016 | Hitnotering (Week 1 t/m 38): 31-01-2015 t/m 17-10-2015 Hitnotering (Week 39 t/m 40): 31-10-2015 t/m 07-11-2015 Hitnotering (Week 41): 09-01-2016 | Hitnotering (Week 1 t/m 38): 31-01-2015 t/m 17-10-2015 Hitnotering (Week 39 t/m 40): 31-10-2015 t/m 07-11-2015 Hitnotering (Week 41): 09-01-2016 | Hitnotering (Week 1 t/m 38): 31-01-2015 t/m 17-10-2015 Hitnotering (Week 39 t/m 40): 31-10-2015 t/m 07-11-2015 Hitnotering (Week 41): 09-01-2016 | Hitnotering (Week 1 t/m 38): 31-01-2015 t/m 17-10-2015 Hitnotering (Week 39 t/m 40): 31-10-2015 t/m 07-11-2015 Hitnotering (Week 41): 09-01-2016 | Hitnotering (Week 1 t/m 38): 31-01-2015 t/m 17-10-2015 Hitnotering (Week 39 t/m 40): 31-10-2015 t/m 07-11-2015 Hitnotering (Week 41): 09-01-2016 | Hitnotering (Week 1 t/m 38): 31-01-2015 t/m 17-10-2015 Hitnotering (Week 39 t/m 40): 31-10-2015 t/m 07-11-2015 Hitnotering (Week 41): 09-01-2016 | Hitnotering (Week 1 t/m 38): 31-01-2015 t/m 17-10-2015 Hitnotering (Week 39 t/m 40): 31-10-2015 t/m 07-11-2015 Hitnotering (Week 41): 09-01-2016 |
| Week: | 1 | 2 | 3 | 4 | 5 | 6 | 7 | 8 | 9 | 10 | 11 | 12 | 13 | 14 | 15 |
| --- | --- | --- | --- | --- | --- | --- | --- | --- | --- | --- | --- | --- | --- | --- | --- |
| Positie: | 75 | 86 | 68 | 88 | 55 | 3 | 2 | 2 | 3 | 3 | 3 | 7 | 7 | 8 | 9 |
| Week: | 16 | 17 | 18 | 19 | 20 | 21 | 22 | 23 | 24 | 25 | 26 | 27 | 28 | 29 | 30 |
| Positie: | 10 | 10 | 14 | 16 | 26 | 26 | 29 | 31 | 30 | 31 | 34 | 38 | 42 | 45 | 48 |
| Week: | 31 | 32 | 33 | 34 | 35 | 36 | 37 | 38 | | 39 | 40 | | 41 | | |
| Positie: | 61 | 79 | 77 | 80 | 84 | 94 | 89 | 92 | uit | 86 | 93 | uit | 93 | uit | |

### 3FM Mega Top 50
| Hitnotering: 31-01-2015 t/m 15-08-2015 | Hitnotering: 31-01-2015 t/m 15-08-2015 | Hitnotering: 31-01-2015 t/m 15-08-2015 | Hitnotering: 31-01-2015 t/m 15-08-2015 | Hitnotering: 31-01-2015 t/m 15-08-2015 | Hitnotering: 31-01-2015 t/m 15-08-2015 | Hitnotering: 31-01-2015 t/m 15-08-2015 | Hitnotering: 31-01-2015 t/m 15-08-2015 | Hitnotering: 31-01-2015 t/m 15-08-2015 | Hitnotering: 31-01-2015 t/m 15-08-2015 | Hitnotering: 31-01-2015 t/m 15-08-2015 | Hitnotering: 31-01-2015 t/m 15-08-2015 | Hitnotering: 31-01-2015 t/m 15-08-2015 | Hitnotering: 31-01-2015 t/m 15-08-2015 | Hitnotering: 31-01-2015 t/m 15-08-2015 | Hitnotering: 31-01-2015 t/m 15-08-2015 |
| Week:                                  | 1                                      | 2                                      | 3                                      | 4                                      | 5                                      | 6                                      | 7                                      | 8                                      | 9                                      | 10                                     | 11                                     | 12                                     | 13                                     | 14                                     | 15                                     |
| -------------------------------------- | -------------------------------------- | -------------------------------------- | -------------------------------------- | -------------------------------------- | -------------------------------------- | -------------------------------------- | -------------------------------------- | -------------------------------------- | -------------------------------------- | -------------------------------------- | -------------------------------------- | -------------------------------------- | -------------------------------------- | -------------------------------------- | -------------------------------------- |
| Positie:                               | 43                                     | 25                                     | 5                                      | 6                                      | 7                                      | 3                                      | 2                                      | 1                                      | 1                                      | 2                                      | 4                                      | 7                                      | 6                                      | 8                                      | 8                                      |
| Week:                                  | 16                                     | 17                                     | 18                                     | 19                                     | 20                                     | 21                                     | 22                                     | 23                                     | 24                                     | 25                                     | 26                                     | 27                                     | 28                                     | 29                                     |                                        |
| Positie:                               | 8                                      | 8                                      | 8                                      | 10                                     | 14                                     | 30                                     | 36                                     | 35                                     | 36                                     | 38                                     | 39                                     | 40                                     | 39                                     | 46                                     | uit                                    |

### VlaamseUltratop 50
| Hitnotering: 07-02-2015 t/m 06-06-2015 | Hitnotering: 07-02-2015 t/m 06-06-2015 | Hitnotering: 07-02-2015 t/m 06-06-2015 | Hitnotering: 07-02-2015 t/m 06-06-2015 | Hitnotering: 07-02-2015 t/m 06-06-2015 | Hitnotering: 07-02-2015 t/m 06-06-2015 | Hitnotering: 07-02-2015 t/m 06-06-2015 | Hitnotering: 07-02-2015 t/m 06-06-2015 | Hitnotering: 07-02-2015 t/m 06-06-2015 | Hitnotering: 07-02-2015 t/m 06-06-2015 | Hitnotering: 07-02-2015 t/m 06-06-2015 | Hitnotering: 07-02-2015 t/m 06-06-2015 | Hitnotering: 07-02-2015 t/m 06-06-2015 | Hitnotering: 07-02-2015 t/m 06-06-2015 | Hitnotering: 07-02-2015 t/m 06-06-2015 | Hitnotering: 07-02-2015 t/m 06-06-2015 | Hitnotering: 07-02-2015 t/m 06-06-2015 | Hitnotering: 07-02-2015 t/m 06-06-2015 | Hitnotering: 07-02-2015 t/m 06-06-2015 | Hitnotering: 07-02-2015 t/m 06-06-2015 | Hitnotering: 07-02-2015 t/m 06-06-2015 |
| Week:                                  | 1                                      | 2                                      | 3                                      | 4                                      | 5                                      | 6                                      | 7                                      | 8                                      | 9                                      | 10                                     | 11                                     | 12                                     | 13                                     | 14                                     | 15                                     | 16                                     | 17                                     | 18                                     |                                        |                                        |
| -------------------------------------- | -------------------------------------- | -------------------------------------- | -------------------------------------- | -------------------------------------- | -------------------------------------- | -------------------------------------- | -------------------------------------- | -------------------------------------- | -------------------------------------- | -------------------------------------- | -------------------------------------- | -------------------------------------- | -------------------------------------- | -------------------------------------- | -------------------------------------- | -------------------------------------- | -------------------------------------- | -------------------------------------- | -------------------------------------- | -------------------------------------- |
| Positie:                               | 15                                     | 14                                     | 10                                     | 9                                      | 8                                      | 9                                      | 10                                     | 8                                      | 6                                      | 5                                      | 7                                      | 14                                     | 19                                     | 28                                     | 38                                     | 28                                     | 43                                     | 48                                     | uit                                    |                                        |

### NPO Radio 2 Top 2000
| Nummer met noteringen in de NPO Radio 2 Top 2000 | '16  | '17 | '18  |
| ------------------------------------------------ | ---- | --- | ---- |
| FourFiveSeconds                                  | 1708 | -   | 1875 |

1. ↑  Een '-' betekent dat het nummer niet was genoteerd en een vetgedrukt getal geeft de hoogste notering aan.
2. ↑  2016 was het eerste jaar met een notering voor dit nummer.
3. ↑  Deze tabel is bijgewerkt tot en met de laatste editie (2024).